# お休み、お前はほんとのお馬鹿さん
『お休み、お前はほんとのお馬鹿さん K.561』（Bona nox! bist a rechta Ox）は、ヴォルフガング・アマデウス・モーツァルトが作曲した4声のカノン。「お休み!お前はほんとのお馬鹿さん」や「お休みなさいの歌」などと表記される。

## 概要
1788年の9月2日にウィーンで作曲され、交響曲第41番「ジュピター」が完成したほぼ1か月後に、自作品目録にまとめて記載された10曲のカノンのひとつである。詳しい作曲の動機は不明であるが、「俺の尻をなめろ」K.231と同じく、親しい友人たちといっしょに歌うために作曲されたと考えられている。このカノンもスカトロジー的な言葉が目立つ作品で、ラテン語、イタリア語、フランス語、英語、ドイツ語の5つの言語の順に「お休みなさい」と言い、適当に語呂合わせの言葉（または文句）をくっつけ、最後はスカトロジックな言葉で締めくくるという作品である。
また青年時代のモーツァルトが書いた手紙の中にも同じような文言が見られ、モーツァルトが「お休み」という時には決まってこの言葉と共に言ったのではないかと考えられている。

## 構成
イ長調、2分の2拍子。

## 関連作品
- 俺の尻をなめろ K.231(382c)